# Metafikcija
Metafikcija je vrsta literature, ki sistematično razmišlja sama o sebi, svojem statusu, funkciji in vlogi ter postavlja vprašanje odnosa med fikcijo in realnostjo z uporabo ironije in samorefleksije. Je literatura, med branjem katere je bralec stalno opozorjen na dejstvo, da bere fiktivno delo.  Zelo poenostavljeno jo lahko definiramo kot fikcijo o fikciji. Metafikcija zahteva literarno izobraženega bralca, ki zna razvozlati literarne vzporednice in uganke, vpletene v besedila, obenem pa vztraja pri znotrajbesedilnosti svojega sporočila. 